# أندريا فوكوفيتش
أندريا فوكوفيتش هو لاعب كرة قدم كرواتي في مركز حراسة المرمى، ولد في 3 أغسطس 1983 في سبليت في كرواتيا. لعب مع بالق أسير سبور ونادي رادنيتشكي سبليت وهايدوك سبليت.

## وصلات خارجية
- أندريا فوكوفيتش على موقع اتحاد تركيا (لاعب) (الإنجليزية)
- أندريا فوكوفيتش على موقع قاعدة بيانات كرة القدم.إي يو (الإنجليزية)
- أندريا فوكوفيتش على موقع Soccerway.com (الإنجليزية)
- أندريا فوكوفيتش على موقع عالم كرة القدم.نت (الإنجليزية)